# Julius (ciruela)
Julius es una variedad cultivar de ciruelo (Prunus domestica), de las denominadas ciruelas europeas.
Una variedad de ciruela criada en 1946 en el Centro de Investigación Polli Garden, Tartu, de semilla obtenida de polinización libre de la variedad 'Duke of Edinburgh'.
Las frutas de tamaño medio de forma ovoide redondeada en la parte superior, su epidermis con un color amarillo verdoso como el color principal, adquiere puntos o manchas rosadas en el lado soleado, cuando está completamente maduro es de color rojo pardusco, y de color secundario un tinte púrpura, y pulpa de color amarillo o amarillo oscuro, consistencia media, jugosa con muy buen sabor agridulce. Tolerancia a los inviernos de Estonia es media.

## Historia
'Julius' variedad de ciruela europea que fue obtenida en 1946, por los investigadores Julius Eslon,( que posee el 75% autoría), y Arthur Jaama en el Centro de Investigación Hortícola Polli, dependiente del "Departamento de Ciencias de la Vida" de la Universidad de Tartu, siendo el resultado de una polinización abierta de la variedad 'Duke of Edinburgh'.
La parte final de la cría (desde 1964) fue realizada por Arthur Jaama. En 1975 se formalizó y plantó 'Julius' para la comparativa con otras variedades nacionales. En 1995 se recomendó en el surtido de las variedades de jardín doméstico de Estonia, donde se encuentra incluso ahora. En 1998 los letones decidieron llevarse a 'Julius' también a Letonia e incluirla en el surtido de recomendaciones para este país.

## Características
'Julius' es un árbol de porte erguido, de mediana altura y tiene una copa extendida. Es sensible al tizón y la mancha plateada. 'Julius' es autofértil, para mejorar la cosecha los buenos polinizadores son ‘Suhkruploom’ y ‘Queen Victoria’. En los inviernos más duros, el árbol es tierno y puede sufrir graves daños, pues se puede congelar hasta el nivel de la nieve) y dejar sin cosechar. Las enfermedades pueden incluir la hoja de plata. Flor blanca, que tiene un tiempo de floración que comienza a partir del 21 de abril con el 10% de floración, para el 26 de abril tiene una floración completa (80%), y para el 3 de mayo tiene un 90% de caída de pétalos.
'Julius' tiene una talla de tamaño medio de 25 a 30 g, la forma es ovoide redondeada en la parte superior, su epidermis con un color amarillo verdoso como el color principal, adquiere puntos o manchas rosadas en el lado soleado, cuando está completamente maduro es de color rojo pardusco, y de color secundario un tinte púrpura, la sutura se puede ver como una línea, con manchas y puntos rojo a violeta más grandes o más pequeños, con pruina ligera; pedúnculo de longitud mediano, fuerte; pulpa de color amarillo o amarillo oscuro, consistencia media, jugosa con muy buen sabor agridulce. En seguimiento como promedio de seis años de análisis realizados por el laboratorio químico de Polli, los azúcares en la pulpa fueron el 9,1%, 1,80% ácidos y 10 m% vitamina C. (Jaama, A. y E., 1990).
Hueso ligeramente adherido al borde.
Su tiempo de recogida de cosecha es a mediados de agosto, incluso el primero de agosto en un verano cálido y soleado.

## Usos
Se usa comúnmente como postre fresco de mesa buena ciruela de postre de fines de verano, 'Julius' hace una compota sabrosa, y también apto para secar.